# Fútbol en Honduras

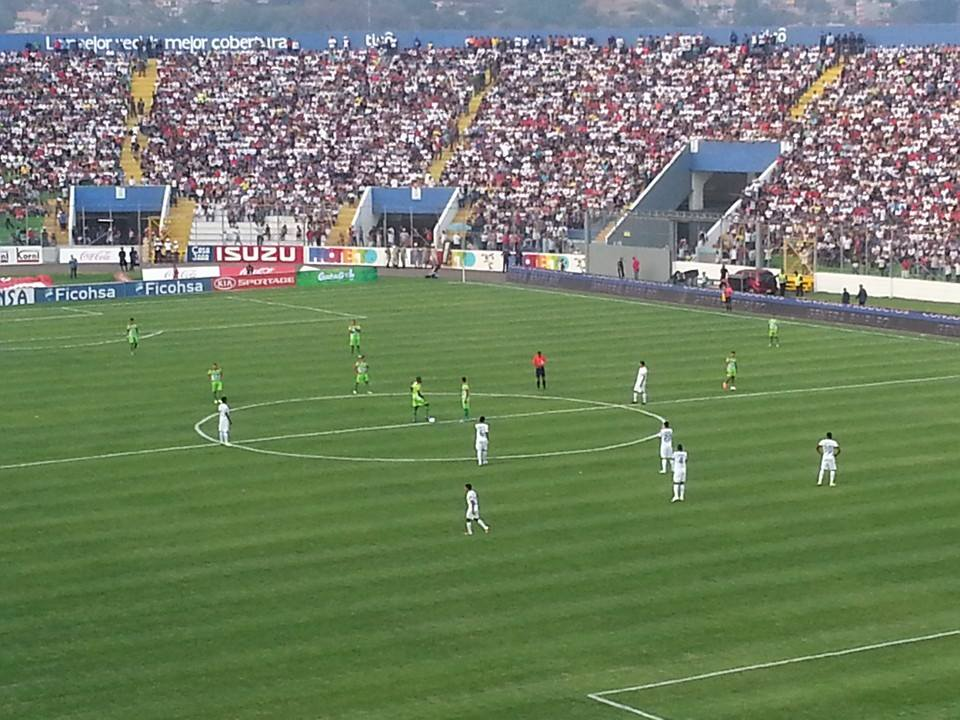
Encuentro entre el C.D Olimpia y el C.D Marathón en el estadio nacional de Honduras.

El fútbol es el deporte más popular entre los Hondureños; al país llegó como en muchos otros a principios del siglo XX, hasta que se organizó debidamente con la creación de una Liga Nacional con diez equipos participantes a partir de la década de los sesenta.
Honduras cuenta con representaciones memorables en tres mundiales: España 1982, Sudáfrica 2010, Brasil 2014 y con representaciones en la Copa América, Copa de Naciones de la UNCAF, a nivel Olímpico y mundiales juveniles. El país ha cosechado muy buenos jugadores que han representado con honor, dignidad, hidalguía y valor a los colores patrios vistiendo la camiseta de la Selección Nacional o con los colores del club en el que militan.

## Historia
En los territorios de la actual Honduras la civilización Maya en Copán se practicaba el Pok-ta-pok en el campo de pelota localizado en la ciudad, en el juego se utilizaba una pelota del caucho que se extraía del árbol homónimo. Este deporte fue practicado en el milenio I d. C. y fue un predecesor del baloncesto y el fútbol.
El balompié llega a Honduras del extranjero, de la misma forma que lo hizo en algunos países de América del Sur, y en otros países del mundo. La influencia de los británicos en países extranjeros les permitía a éstos, con su poderío logístico y económico pasearse por todo el mundo; llevando consigo sus creencias, maneras de vida y sus formas de entretenimiento. En Brasil, navegantes británicos fueron los primeros en jugar fútbol en sus costas en 1874. Mientras que en Argentina residentes de las colonias británicas en Buenos Aires, se encargaban de inculcar el fútbol entre los gauchos.
En Honduras, un diario de la familia Ustariz (descendientes de franceses) relata como un barco francés, compuesto en su mayoría por una tripulación inglesa; arribó a las costas de Puerto Cortés en 1896, trayendo consigo muchos balones de fútbol entre su equipaje, los cuales utilizaban para divertirse en sus horas libres, cada vez que llegaban a tierra firme. La práctica de este novedoso deporte, atrajo la curiosidad de los habitantes del puerto quienes veían como los ingleses se divertían practicando el fútbol. Al mismo tiempo que los marinos ingleses, alentaban a los poblanos a integrarse a los encuentros balompédicos que sostenían entre ellos.
Mientras que en Honduras el fútbol daba sus primeros pasos, varios países del continente europeo y Suramérica ya tenían conformadas sus respectivas asociaciones de fútbol, y otros estaban en proceso de llevarlo a cabo. Los primeros países en fundar sus respectivas asociaciones de fútbol fueron: los Países Bajos y Dinamarca (1889), a los que se sumaron las asociaciones de fútbol de Nueva Zelanda (1891), Argentina (1893). A estos países, luego se les sumaron las asociaciones de Alemania y Uruguay (1900), Hungría (1901), Noruega (1902), Suecia (1904) en el mismo año que se fundó la FIFA).
Este crecimiento de asociaciones a nivel mundial, y el marcado interés de los catrachos por la práctica del balompié, propiciaron que el gobierno de la república bajo el mando del presidente Manuel Bonilla se interesara también en este deporte. 
Fue por ello que en 1906, el gobierno contrató los servicios del señor Miguel Saravia de origen guatemalteco para que impartiera clases de fútbol entre los alumnos de la Escuela de Varones de Tegucigalpa. Tres años más tarde, a Saravia se le sumaría el Padre de origen español Niglia como instructor de fútbol, pero esta vez; en el Instituto Salesiano San Miguel de Comayagüela.
Después de estos acontecimientos la evolución del fútbol en Honduras se fue dando 'poco a poco’. El equipo más antiguo que se registra en la historia del balompié hondureño es el Club Deportivo Olimpia. Este, se fundó primeramente como club de béisbol el 12 de junio de 1912, transformándose posteriormente en club de fútbol.

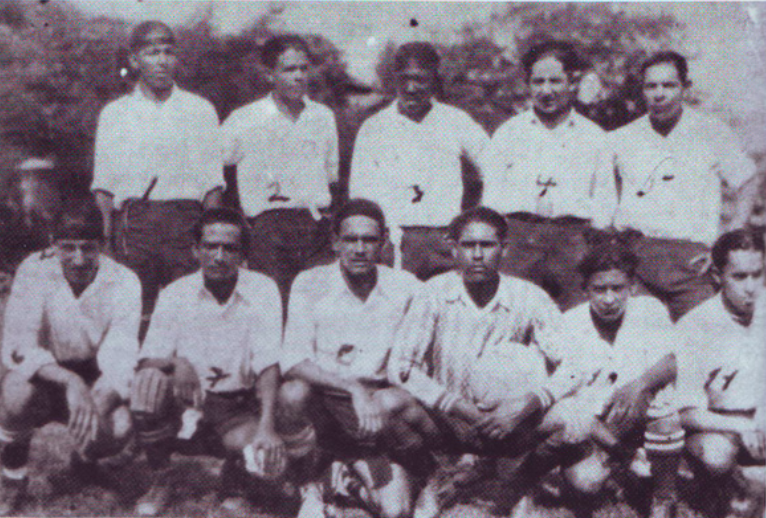
El Motagua en 1928.

Luego de la fundación del Club Olimpia, el fútbol en Honduras fue alcanzando mayores niveles de crecimiento a través de la década de 1920. Y se expandió de manera rápida por todos los rincones del país. Mientras que en la capital del país veía la fundación del Club Deportivo Motagua en 1928. En San Pedro Sula se fundaban los clubes: Marathón y España en 1925 y 1929 respectivamente.

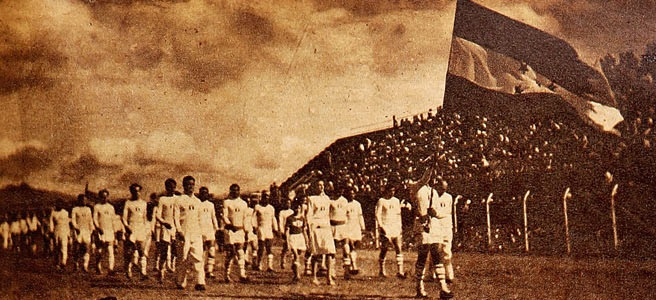
Selección nacional de Honduras en 1946.

Más al norte; la ciudad de Puerto Cortés registró el nacimiento del club Excelsior en 1925, y en La Ceiba apareció un equipo conocido como Naco en 1929. En otros puntos del país líderes comunitarios y seguidores del fútbol seguían el ejemplo de estos y formaban también sus respectivos equipos locales.

No obstante el fútbol sufrió un estancamiento organizativo desde ese entonces, hasta 1951 cuando la Federación de Fútbol (Luego FENAFUTH) a través de la Federación Nacional Deportiva Extraescolar se afilió a la FIFA. Y se actualizó con la formación de la Liga Nacional de Fútbol No Aficionado en 1964. Juntos; estos dos organismos deportivos son los que manejan el fútbol de Honduras.

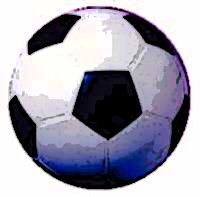
La Federación de Fútbol de Honduras se afilió a la FIFA en 1951.

A través de su corta historia, la Liga Nacional se ha mantenido y manejado de una forma consistente y “cuasi” exitosa; mediante ésta, el balompié es parte importante de la economía nacional. Además de algunos equipos, muchos otros hondureños; se benefician de este deporte, debido a las ganancias que generan con la venta de sus complementos deportivos, venta de boletos, comidas y bebidas, etc. Otros trabajan para radios y televisoras donde los comerciantes pagan por anunciarse.
La renombrada 'Federación de Fútbol' FENAFUTH por otro lado, no ha tenido el mismo éxito. Los malos manejos financieros, su falta de planificación y en algunos casos su politización, ha provocado en más de una oportunidad, el caos en este ente deportivo. Debido a esto el Honduras solo ha clasificado tres veces a mundiales de fútbol, una clasificación olímpica (2000) y 4 mundiales juveniles (Túnez 1976, Catar 1997, Nigeria 1999, Holanda 2005), tres de los cuales representaron a Honduras de una forma desastrosa por falta de planificación.
Después de los fracasos obtenidos en los últimos cuatro años, la FENAFUTH se reestructuró con la creación de la comisión de selecciones. Ésta, es ahora; la encargada de llevar a cabo la planificación de la selección mayor. El resto de la federación por otro lado, se encarga de planificar y darle seguimiento a los procesos de selecciones juveniles. Estos cambios, comenzaron a dar sus frutos con la clasificación de la selección de Sub-17 al mundial de Corea 2007. Alfredo Hawit es un destacado futbolista y actual presidente de la Concacaf.

## Torneos de ligas

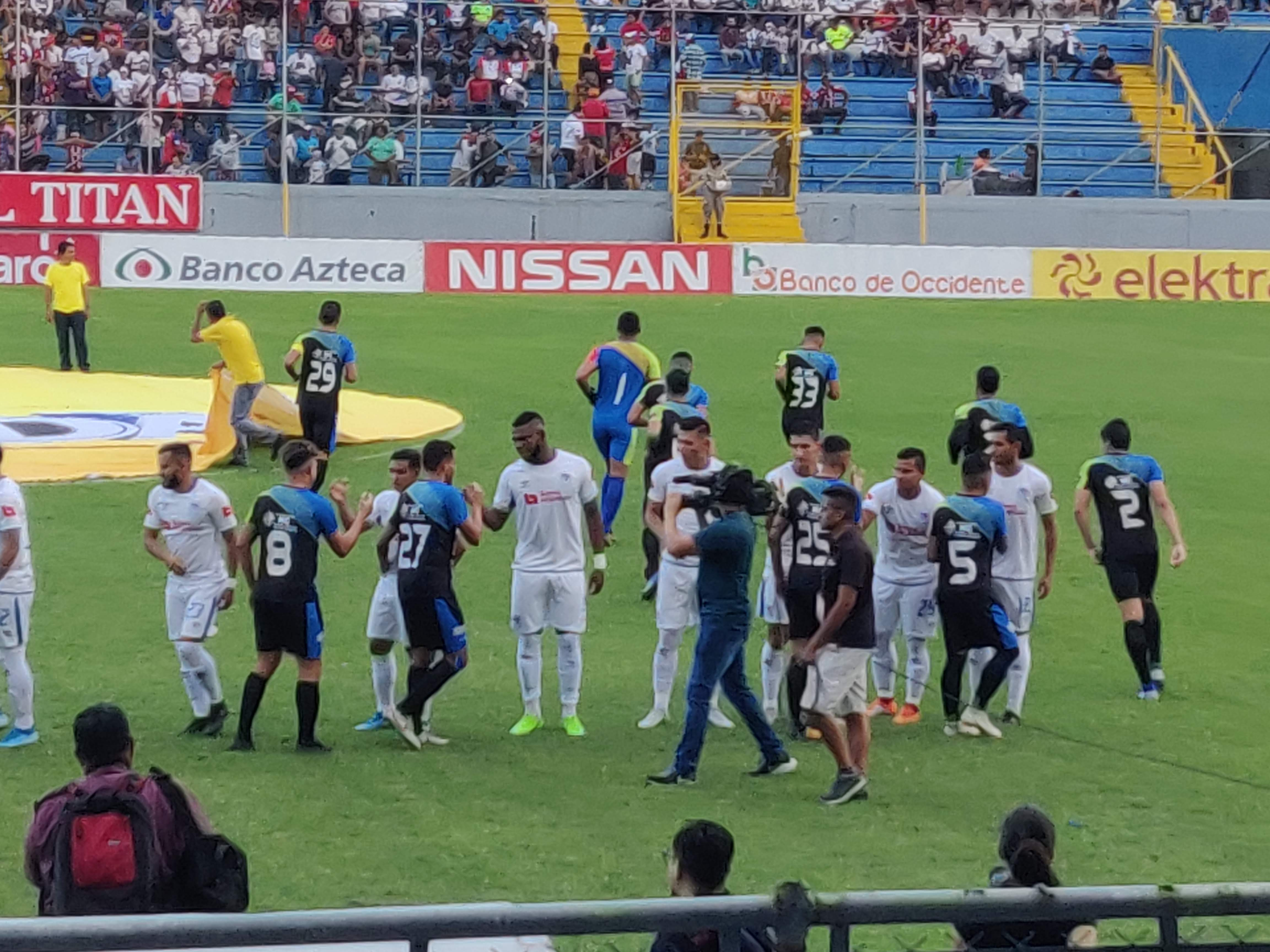
Un partido de la liga Hondureña.

Honduras cuenta con tres ligas de fútbol: la liga mayor de fútbol o de tercera división, de esta liga ascienden dos equipos a la liga de ascenso o de segunda división, de la liga de ascenso se asciende a la Liga  Nacional de Fútbol Profesional de Honduras o de primera división.

### Liga Mayor
La Liga Mayor de Honduras es la tercera división de fútbol en Honduras. Se compone de ligas departamentales separadas.

### Liga de Ascenso
La Liga Nacional de Ascenso es el torneo de segunda división del fútbol en Honduras, fue fundada en 1980 y cuenta con 36 equipos.

### Liga Nacional
La Liga Nacional de Fútbol Profesional de Honduras es el torneo de fútbol profesional más importante de Honduras. Esta Liga de fútbol se fundó el 10 de mayo de 1964 y cuenta con 10 equipos.

## Selecciones

### Selección sub-15
La selección de fútbol sub-15 de Honduras es el equipo formado por jugadores de 15 años de edad, que representa a la Federación Nacional Autónoma de Fútbol de Honduras en el  Campeonato Sub-15 de la Concacaf y en los Juegos Olímpicos de la Juventud. 

### Selección sub-17
La selección de fútbol sub-17 de Honduras es el equipo representativo del país en las competiciones oficiales de fútbol de la categoría Sub-17. Honduras clasificó a su primer mundial en esta categoría en el año 2007. Disputa las Copas Mundiales de Fútbol Sub-17.

### Selección sub-20
La selección de fútbol sub-20 de Honduras es el equipo formado por balompedistas de nacionalidad hondureña menores de 20 años de edad, que representa a la a Federación Nacional Autónoma de Fútbol de Honduras. Es además la encargada de defender a Honduras en la Mundial sub-20.

### Selección sub-23
La selección de fútbol sub-23 de Honduras,  o selección olímpica, es el equipo formado por jugadores de nacionalidad hondureña menores de 23 años de edad que representa a la Federación Nacional Autónoma de Fútbol de Honduras. Es además la encargada de defender a Honduras en el Torneo Preolímpico de Concacaf y en los Juegos Olímpicos en caso de obtener la clasificación.

### Selección mayor

Logo de la selección Hondureña

La selección de fútbol de Honduras es el equipo representativo masculino de fútbol de Honduras en las competiciones oficiales, fue fundada en 1921, ha participado en diversos torneos internacionales, destacándose la Copa Mundial de Fútbol de 1982 realizada en España y la Copa Mundial de Fútbol de 2010 organizada en Sudáfrica y también se clasificó al Mundial de Brasil 2014 en lo que fue su tercera cita mundialista, la segunda consecutiva. 

#### Copa Mundial de 1982

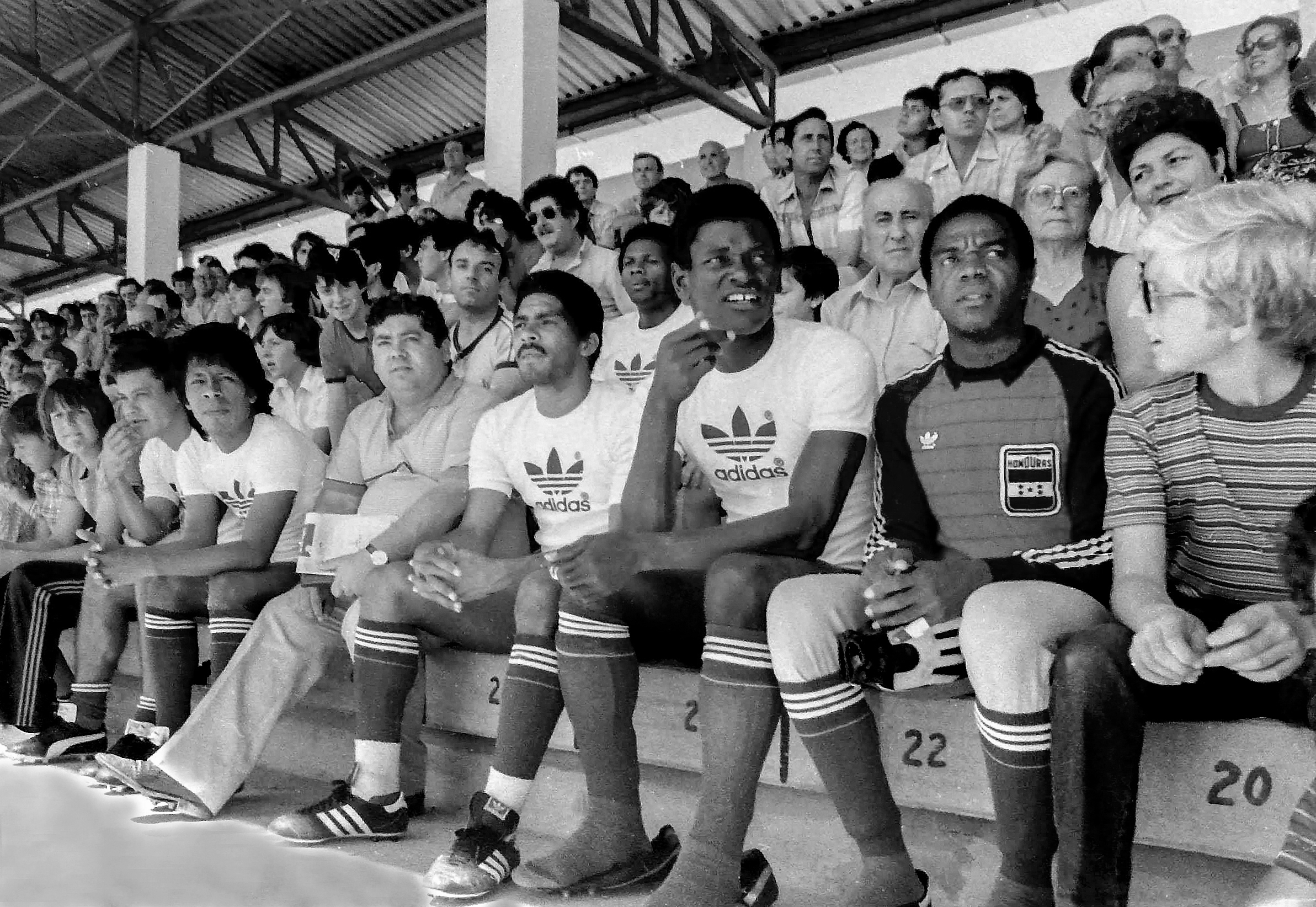
Selección Hondureña en el Mundial de España 82.

El primer mundial al que clasificó Honduras fue (España 1982).

#### Copa Mundial de 2010

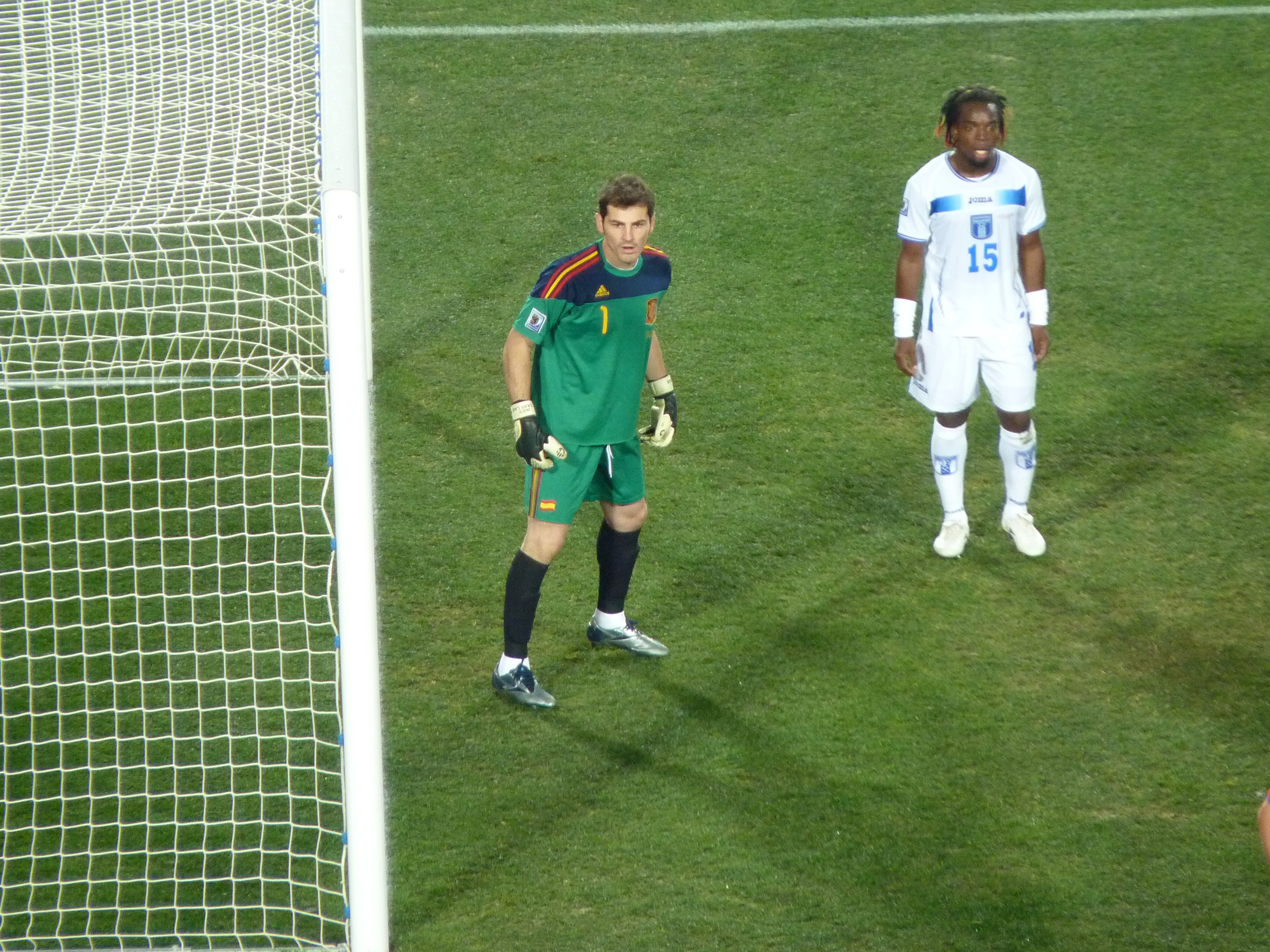
Honduras vs España en el Mundial de Sudáfrica 2010.

El 14 de octubre de 2009 es un día histórico para el Fútbol Hondureño ya que en la visita de la Selección al Estadio Cuscatlán en contra de la Selección de El Salvador, con gol de Carlos Pavón obtienen la victoria y combinado con el resultado del partido agónico entre Costa Rica visitando a Estados Unidos donde la Selección Norteamericana logró el empate al último minuto del partido después de 5 minutos de compensación, mandando a Costa Rica al cuarto lugar del hexagonal metiendo a Honduras a una clasificación directa a la Copa del Mundo de Sudáfrica 2010.

#### Copa Mundial de 2014

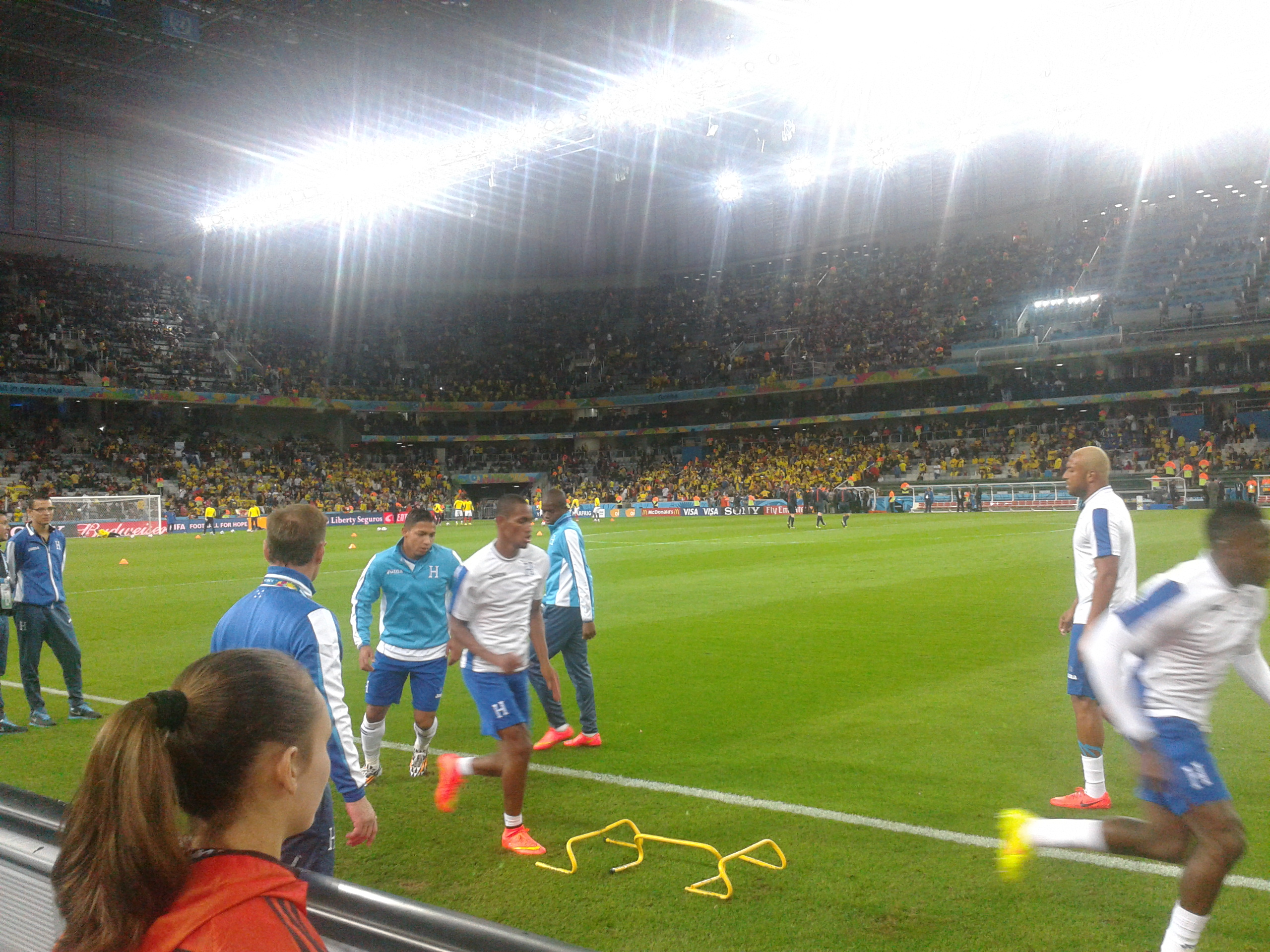
Honduras vs Ecuador en la copa del mundo Brasil 2014.

Honduras clasificó a la Copa Mundial de Fútbol de 2014. Jugará su primer partido contra Francia el 15 de junio de 2014.

### Selección femenina
La Selección femenina de fútbol de Honduras es el equipo representativo del país en las competiciones oficiales de fútbol femenino. Su organización está a cargo de la Federación Nacional Autónoma de Fútbol de Honduras, la cual es miembro de la Concacaf. La Selección femenina de fútbol de Honduras no ha clasificado al Premundial Femenino Concacaf y por lo que no ha clasificado para jugar en la Copa Mundial Femenina de Fútbol. La árbitra hondureña Melissa Borjas Pastrana fue árbitro en la Copa Mundial Femenina de Fútbol de 2015.

## Futbolistas
El fútbol hondureño ha sido cuna de jugadores de gran talento, por lo que éstos, han tenido la oportunidad de salir al extranjero y triunfar a lo grande. Tal fue el caso de José Enrique 'La Coneja Cardona, Jorge Urquía, Jorge Bran, Gilberto Yearwood, Roberto Figueroa, y otros en España. Así como Carlos Pavón, y Eugenio Dolmo Flores en México. Y más recientemente: David Suazo, Julio César de León en Italia. Otros, como Eduardo Bennett, Milton Núñez y Danilo Turcios sobresalieron en América del Sur.